# Contea di Hernando
La contea di Hernando (in inglese Hernando County, in spagnolo Contado de Hernando) è una contea della Florida, negli Stati Uniti. Il suo capoluogo amministrativo è Brooksville.

## Geografia fisica
La contea di Hernando si trova nella penisola della Florida e si affaccia a ovest sul Golfo del Messico. La contea ha un'area di 1.526 km² di cui il 18,8% è coperta d'acqua. Si tratta del centro geografico dello Stato. Nella contea si trovano diverse aree protette.

### Contee confinanti
- Contea di Citrus - nord
- Contea di Sumter - est
- Contea di Pasco - sud

## Storia
Nel 1840 il forte DeSoto fu stabilito nell'odierna contea di Hernando per proteggere i coloni dalle aggressioni degli indigeni. Il forte divenne una piccola comunità, con un ufficio postale ed una stazione sulla via per Tampa. Ulteriori insediamenti iniziarono a svilupparsi nei pressi del forte a partire dal 1845; sorsero due città, Melendez e Pierceville, che nel 1856 si fusero per dare origine a Brooksville. La contea venne fu creata nel 1843, due anni prima dell'annessione della Florida nell'Unione.  Fu creata a partire da porzioni delle contee di Alachua, Hillsborough e Orange. Il nome deriva dall'esploratore spagnolo Hernando de Soto. Nel 1887 la contea venne divisa in tre contee indipendenti, Citrus, Pasco, ed Hernando. I confini della contea sono rimasti invariati sino ad oggi.

## Comuni

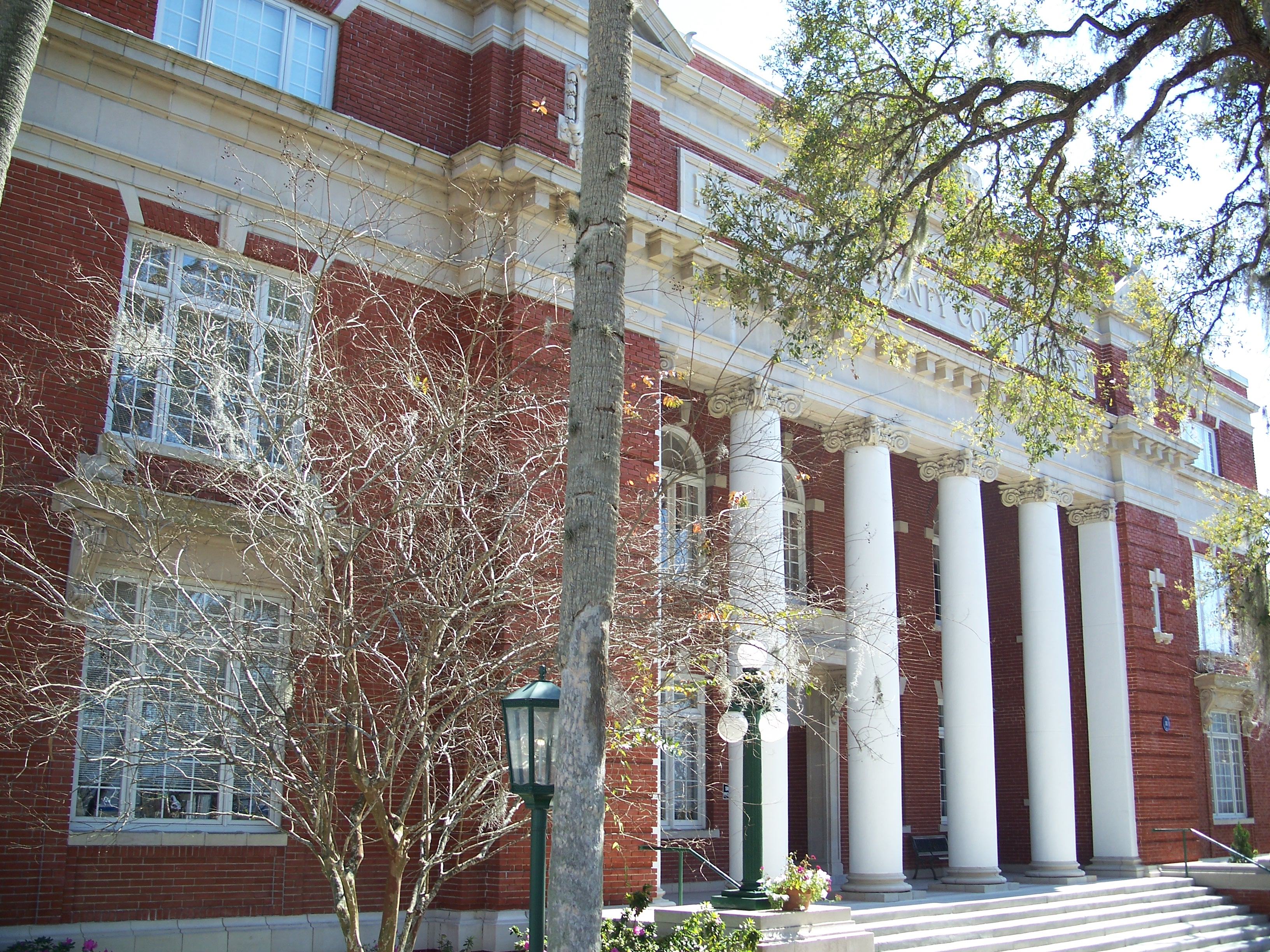
Municipio della Contea di Hernando

## Comuni[5]
- Weeki Wachee - city
- Brooksville (capoluogo) - city

## Politica
| Anno | Repubblicani | Democratici | Altri |
| ---- | ------------ | ----------- | ----- |
| 2004 | 52,9%        | 46,2%       | 0,9%  |
| 2000 | 47%          | 50%         | 3%    |
| 1996 | 38%          | 49,1%       | 12,9% |
| 1992 | 36,5%        | 39,1%       | 24,4% |
| 1988 | 57,5%        | 41,9%       | 0,6%  |